# Врятувати брата
Врятувати брата (англ. The Setting Son) — американська драма 1997 року.

## Сюжет
Кол щойно отримав місце в олімпійській збірній, і раптом він дізнається, що його братові Максу, хворому на лейкемію, стало гірше. Кол повертається додому, щоб пройти всі медичні тести — можливо, він може стати донором для брата.
Кол розривається між бажанням виступити на Олімпіаді і бажанням допомогти своєму братові.

## У ролях
| Актор            | Роль                       |
| ---------------- | -------------------------- |
| Вілл Шауб        | Кол                        |
| Дерін Купер      | Макс                       |
| Дейв Олівер      | Семмі                      |
| Блейк Белтрам    | Бредлі                     |
| Франка Бенвенуто | Сара                       |
| Биу Биллингсли   | доктор Боасберг            |
| Крістін Кроулі   | фельдшер швидкої допомогаи |
| Мері Бет ДеЛука  | Джен                       |
| Енн Девані       | Барбара-Джоан              |
| Тобіас Халбмайер | Тім Волкей                 |
| Донія Хеймс      | медсестра                  |
| Селлі Х'юз       | Клер                       |
| Брайон Джеймс    | Джуніор                    |
| Кендес Лайфсон   | Ембер                      |
| Ніколас Матіс    | молодий Кол                |
| Ентоні Сатріано  | молодий Макс               |